# Referéndum de Rumania de 2019
El 26 de mayo de 2019 se llevó a cabo un referéndum consultivo en Rumania, sobre si se deben prohibir las amnistías y perdones por delitos de corrupción, así como si se debe prohibir al Gobierno aprobar ordenanzas de emergencia relacionadas con el poder judicial y extender el derecho de apelar contra ellos ante la Corte Constitucional.

## Posición partidista al referéndum
A favor
- Partido Nacional Liberal[2]
- Unión Salvar Rumanía[3]
- Unión Democrática de Húngaros en Rumania[4]
- Partido de la Libertad, la Unidad y la Solidaridad[5]
- Partido del Movimiento Popular[6]
- Foro Democrático de los Alemanes en Rumania[7]

En contra
- Alianza de los Demócratas y Liberales[8]
- Partido Nacional Campesino Cristiano Demócrata[9]
- Partido Ecologista Rumano
- Partido Socialista Rumano[10]

Neutral
- Partido Socialdemócrata

## Resultados
Para que los resultados sean válidos, se requiere que la participación de los votantes esté por encima del 30%, y el número de votos válidos por encima del 25% de los votantes registrados. Se superaron ambos umbrales, validando los resultados.